# ほくほく大島駅
ほくほく大島駅（ほくほくおおしまえき）は、新潟県上越市大島区下達にある北越急行ほくほく線の駅。

## 歴史

### 駅名の由来
開業当時の村名（大島村）に路線名を冠したもの。開業前の仮称駅名は「頸城大島」だった。

### 年表
- 1997年（平成9年）3月22日：ほくほく線（全線：六日町 - 犀潟間）開業と同時に営業開始[2]。

## 駅構造

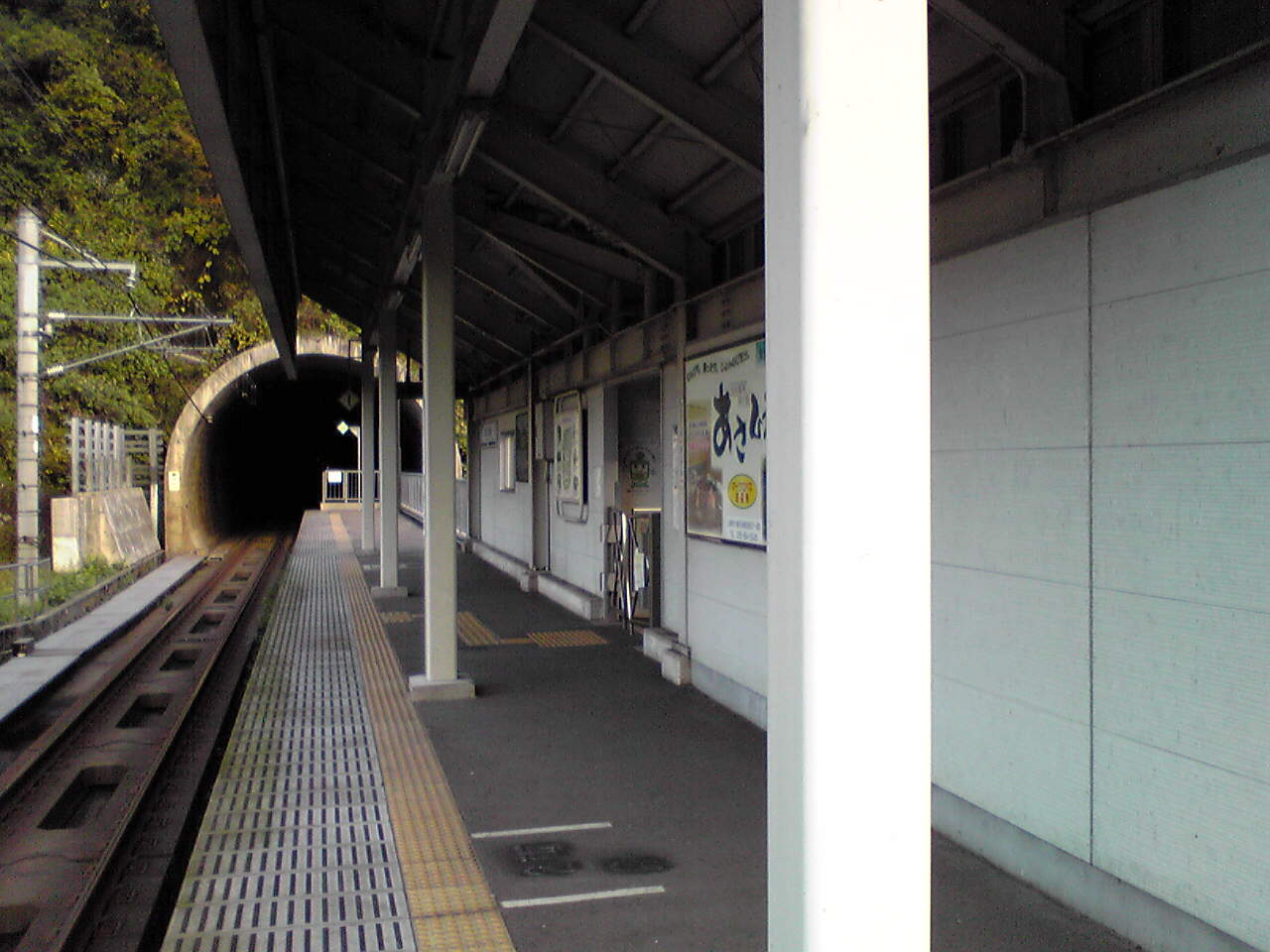
プラットホーム。正面に見えるトンネルが鍋立山トンネル（2007年11月）

犀潟方面に向かって左側にある単式ホーム1面1線の高架駅。無人駅となっている。自動券売機設置。駅舎は3階建てで、ホームへは階段とエレベーターで連絡している。待合室はホームに面する3階にあり、1階、2階にはかつてテナントが存在したが現在は営業は行われていない。線路は両側ともトンネルに挟まれており、十日町方には鍋立山トンネルが近接している。
なお、ほくほく線の起工当初は交換駅とする予定だったが、第3セクター転換後の工事再開時に計画変更され、交換施設は設置されなかった。鍋立山トンネル坑口が広がっているのは、トンネル内に分岐器を設置する計画で建設したためである。
- 通過メロディーはオリジナルの曲を使用している。
- 快速が停車していた駅で交換設備を持っていない駅は当駅とうらがわら駅である。

## 利用状況
1日の平均乗車人員は以下の通りである（出典：上越市統計要覧）。
| 乗車人員推移 | 乗車人員推移 |
| 年度         | 1日平均人数  |
| ------------ | ------------ |
| 2005         | 93           |
| 2006         | 85           |
| 2007         | 78           |
| 2008         | 71           |
| 2009         | 70           |
| 2010         | 80           |
| 2011         | 79           |
| 2012         | 73           |
| 2013         | 73           |
| 2014         | 66           |
| 2015         | 68           |
| 2016         | 62           |
| 2017         | 56           |
| 2018         | 50           |

## 駅周辺
区の総合事務所やコミュニティプラザ、上越市立大島小学校などがある中心部へは1 kmほど離れている。

## バス路線
2020年4月時点での情報を示す。
「ほくほく大島駅前」停留所
- 大島区 市営バス
  - 大島1 旭線
  - 大島2 菖蒲線

## 隣の駅
北越急行
■ほくほく線
まつだい駅 - （儀明信号場） - ほくほく大島駅 - 虫川大杉駅